# Hagbard und Signe
Hagbard und Signe (Originaltitel: Den røde kappe, deutsch: Der rote Mantel) ist ein dänisch-schwedisch-isländischer Historienfilm aus dem Jahr 1967 von Gabriel Axel, der auch das Drehbuch verfasst hatte. Es basiert auf der skandinavischen Dichtung Gesta Danorum von Saxo Grammaticus und erzählt eine tragische Liebesgeschichte im Stil von Romeo und Julia. In den Hauptrollen sind Oleg Vidov, Gitte Hænning, Eva Dahlbeck und Birgitte Federspiel zu sehen. Seine Uraufführung erlebte das Werk am 16. Januar 1967 in Dänemark. In der Bundesrepublik Deutschland war es erstmals am 31. Oktober 1968 im Kino zu sehen. 

## Handlung
Im Mittelpunkt des Geschehens stehen Brautwahl und Blutrache in der nordischen Sagenwelt: Die drei Wikinger-Brüder Hagbard, Helvin und Hamund reiten aus, um ihren erschlagenen Vater an König Sigvors zu rächen. Einen Tag lang kämpfen sie mit Sigvors‘ Söhnen, dann gebietet König Sigvors Frieden. An seinem Hof soll der Frieden besiegelt werden.
Bei dem Friedensfest dauert es nicht lange, bis den Feiernden der Met in die Köpfe gestiegen ist. Schon haben sich Hagbard, Hamunds Ältester, und König Sigvors‘ Tochter Signe tief in die Augen geschaut – da beginnt auch schon Hildegisl, der Neider, der selbst ein Auge auf Signe geworfen hat, teuflische Ränke zu schmieden. Mit Hilfe des blinden Bölvis sät er Misstrauen in die Herzen der jungen Männer. Als dann Hagbard mit einem Begleiter zur Wolfsjagd ausreitet, geraten die anderen aneinander. Am Fjord werden Helvin und Hamund erschlagen, und Hagbard, der – vom listigen Hildegisl aufgewiegelt – dazukommt, tötet kurzerhand die Brüder des Mädchens, das er liebt. König Sigvors erklärt ihn daraufhin für vogelfrei.
In Frauenkleidern schleicht sich Hagbard in den Hof seiner Feinde ein, um Signe zu entführen. Doch eine Magd erkennt ihn, und aus den Armen Signes weckt ihn die Übermacht von Sigvors Knechten. Hagbard stirbt am Galgen; Signe gibt sich selbst den Tod, nachdem sie kurz vorher in ihrer Kammer noch Feuer gelegt hat.

## Kritiken
Der Evangelische Film-Beobachter zieht folgendes Fazit: „Regisseur Gabriel Axel goß das unsterbliche ‚Romeo-und-Julia-Thema‘ in die poetische Form einer Bild-Ballade von herbem Reiz.“ Das Lexikon des internationalen Films gelangt zu folgender Einschätzung: „Einer alten isländischen Sage folgende Liebestragödie à la Romeo und Julia in bemühter, aber pseudo-poetischer Gestaltung; für die Entstehungszeit überraschend blutig.“